# Peroné
La fíbula o el peroné és un os situat al costat de la tíbia, amb la qual queda connectada per dalt i per baix. És més petit que la tíbia i, en proporció a la seva longitud, el més prim de tots els ossos llargs. L'extremitat superior és petita, i se situa al darrere del cap de la tíbia, a sota de la patel·la, sense formar-ne part. L'extremitat inferior s'inclina una mica cap endavant, de manera que queda en un pla anterior al de l'extremitat superior; es projecta sota la tíbia i forma la part lateral de l'articulació del turmell.